# Internationales Congress Centrum Berlin
Das Internationale Congress Centrum Berlin (ICC Berlin) im Berliner Ortsteil Westend des Bezirks Charlottenburg-Wilmersdorf ist eines der größten Kongresshäuser der Welt. Das 313 Meter lange, 89 Meter breite und fast 40 Meter hohe Gebäude wurde nach Plänen der Berliner Architekten Ralf Schüler und Ursulina Schüler-Witte erbaut und nach sechs Jahren Bauzeit am 2. April 1979 eröffnet. Ein auffälliges Merkmal ist die silbergraue Aluminium-Fassade des Gebäudes im Stil der High-Tech-Architektur.
Es zählt zu den bedeutendsten Bauwerken der deutschen Nachkriegszeit, kostete mehr als 924 Millionen Mark (kaufkraftbereinigt in heutiger Währung: rund 1,3 Milliarden Euro) und war damit der teuerste Bau in West-Berlin.  Eigentümer ist das Land Berlin, Betreiberin die Messe Berlin GmbH.
Seit Jahren wird in Berlin über die Zukunft des Gebäudes diskutiert. Die Messe Berlin hätte bisher an einem Weiterbetrieb kein Interesse, da angeblich die Betriebskosten die Einnahmen aus Veranstaltungen übersteigen würden. Auch ein Abriss wurde ins Gespräch gebracht, dieser wird von großen Teilen der Berliner Politik jedoch abgelehnt. Die letzte öffentliche Veranstaltung im Gebäude bis 2021 war am 9. März 2014; nach der Daimler-Hauptversammlung vom 9. April 2014 wurde es geschlossen. Bisher ist ungeklärt, ob und wann das ICC saniert wird und wer die Kosten dafür trägt. Tragfähige Konzepte für eine weitere Nutzung nach einer Sanierung gibt es bisher nicht.
Im September 2019 wurde das Gebäude unter Denkmalschutz gestellt.

## Gebäude

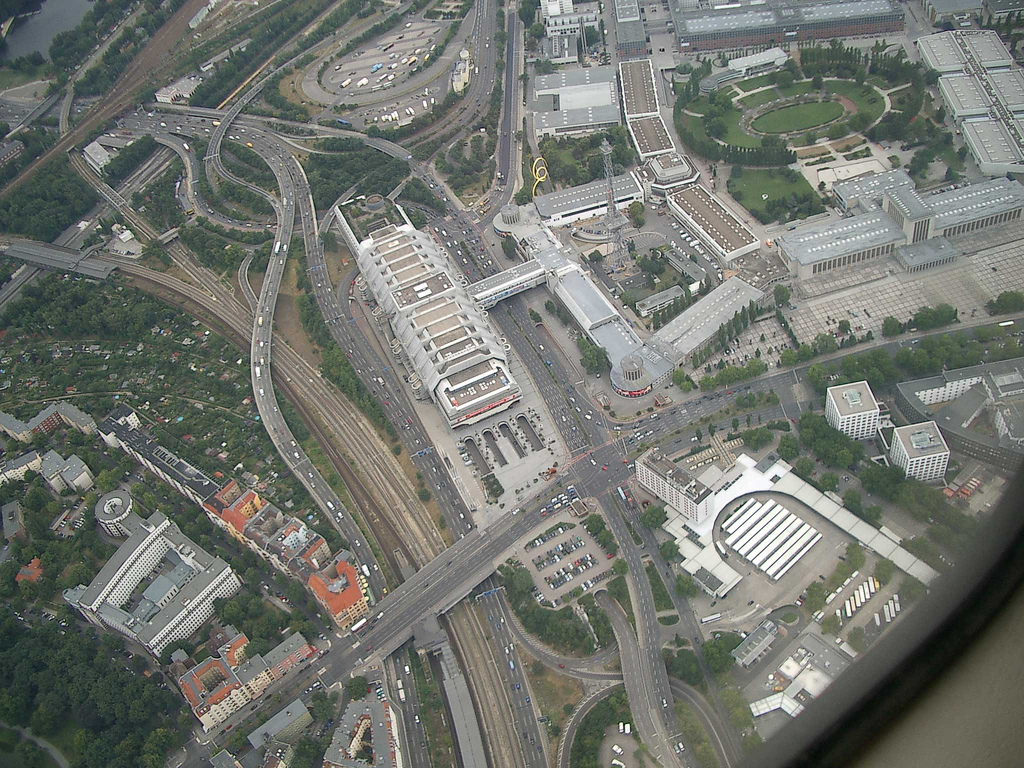
Das ICC aus der Vogelperspektive

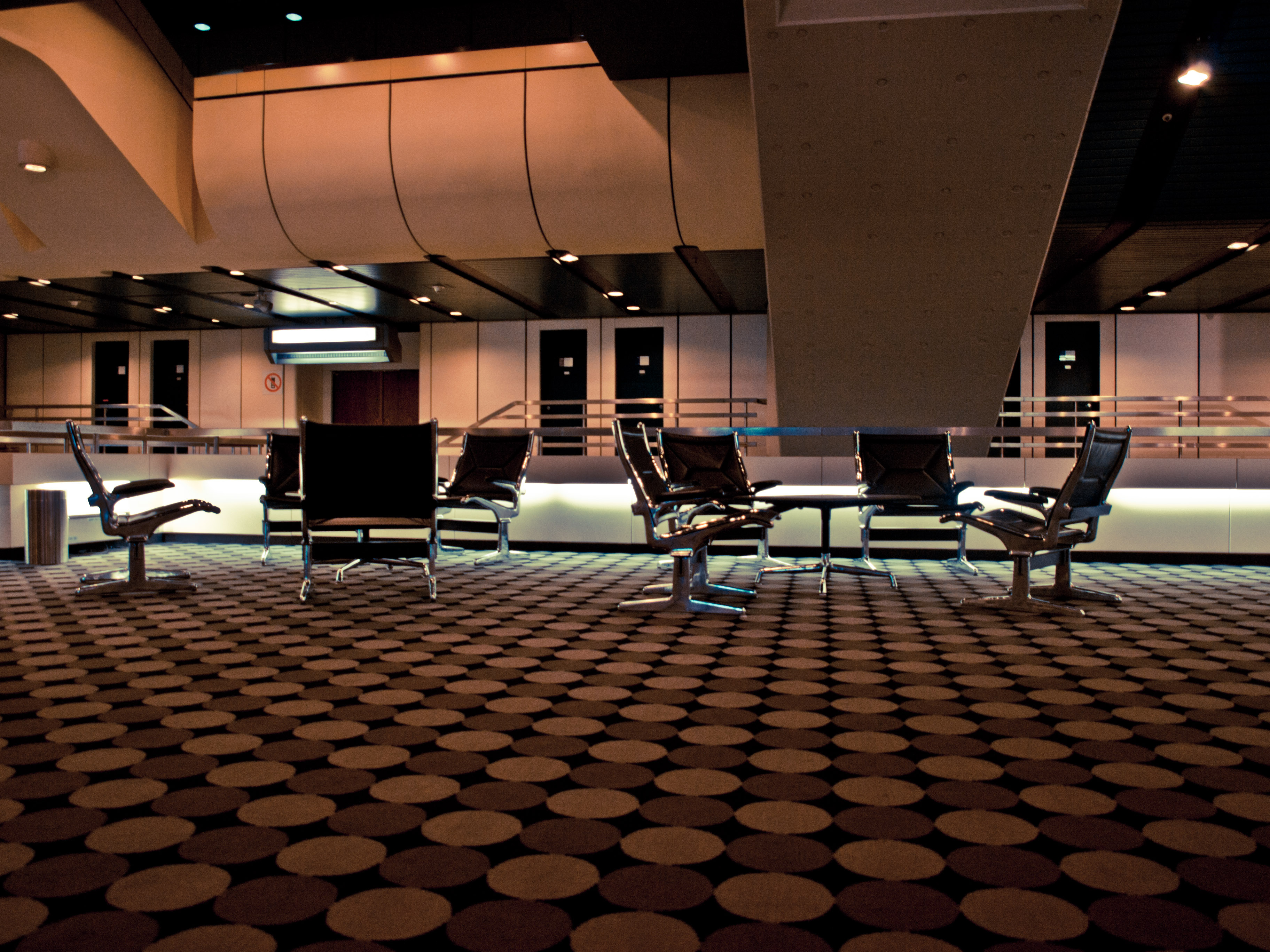
Innenarchitektur des ICC

Durch seine 80 Säle und Räume von 20 über 3000 (Saal 2) bis zu 5000 Plätzen (Saal 1) und seine umfangreichen Serviceangebote eignete sich das ICC Berlin für Kongresse und Veranstaltungen aller Art. Ein zum ICC Berlin gehöriges, dreigeschossiges Brückenbauwerk verbindet das Gebäude mit der Ebene 2 der Hallen 14 und 15 auf dem benachbarten Messegelände. Diese Verbindung mit dem Messegelände erlaubte auch eine Misch- bzw. Quernutzung, die eine für Kongresszentren dieser Größenordnung wirtschaftliche Auslastung ermöglichte. Insgesamt verfügt das ICC über mehr als 200.000 m² Bruttogeschossfläche, wovon jedoch nur etwa 30.000 m² für Veranstaltungen nutzbar waren. Die großen Verkehrsflächen wurden jedoch von den Besuchern als Vorzug des ICC gegenüber anderen Kongressgebäuden empfunden und waren mit ein Grund für die zahlreichen Auszeichnungen, die das ICC als Kongressort erhielt. Sie gehörten zur Grundidee der Architekten „ein Haus der Kommunikation zu schaffen“.
Ursprünglich war im Zuge der Verlängerung der heutigen U-Bahn-Linie U1 bis zum Theodor-Heuss-Platz geplant, das ICC Berlin an das U-Bahn-Netz anzubinden. Dafür wurden unter der Fußgängerunterführung der Straßenkreuzung von Messedamm und Masurenallee umfangreiche bauliche Vorleistungen erbracht. Allerdings verwarf man dieses Konzept, es werden aber weiterhin Flächen für eine mögliche Wiederaufnahme dieser Verkehrsplanung freigehalten.
Aufgrund der hohen Betriebskosten trotz überdurchschnittlicher Buchungssituation und anstehender hoher Renovierungskosten wurde von Seiten der Messegesellschaft und des Berliner Senats über den Neubau eines Kongresszentrums auf dem Gelände der Deutschlandhalle nachgedacht.
Am 27. Mai 2008 fällte der Senat seine Entscheidung zugunsten des ICC. Die Deutschlandhalle wurde inzwischen für 4,8 Millionen Euro abgerissen und durch den 2014 eröffneten Neubau des Messe- und Kongresszentrums CityCube Berlin ersetzt. Der damalige Wirtschaftssenator Harald Wolf ging davon aus, dass nach dem Ende der verhältnismäßig teuren Sanierung des ICC (182 Millionen Euro laut der Berliner Zeitung und bis zu 368 Millionen Euro nach Aussage der Tageszeitung Die Welt) voraussichtlich im Jahr 2016 die Betriebskosten zwischen 6,6 und 9,7 Millionen Euro liegen werden. Die Abschätzung einer wirtschaftlichen Betriebsfähigkeit des ICC sollte erst zu diesem Zeitpunkt möglich sein. Der Neubau eines Kongresszentrums hätte laut Planungen etwa 150 Millionen Euro gekostet – diese Zahl war aber stets umstritten.
Die notwendige Sanierung erweist sich unter anderem deswegen als so aufwendig, weil die gesamte technische Ausrüstung des Baus, unter anderem die vorhandenen großen Turbinen für den enormen Luftaustausch, im Keller unter einer Betondecke untergebracht wurde. Für den notwendigen Austausch der Technik muss die Bodenplatte aufgerissen werden.
Unterhalb der Brücke zum Messegelände befanden sich die Garage der Betriebsfeuerwehr der Messe Berlin und der Eingang zur VIP-Lounge im Untergeschoss, die durch den sogenannten „VIP-Aufzug“ direkt mit dem Zugang zur Bühne in der vierten Etage verbunden ist.
Die gesamte Veranstaltungstechnik wird über einen Lastenaufzug im Funkturminnenhof des Messegeländes auf die sogenannte „Fahrstraße-Bühne“ über die Brücke zum Bühnenbereich transportiert.

## Technische Ausstattung
Das ICC Berlin besitzt eine eigene Notstromversorgung, die im Bedarfsfall genug Strom liefert, um das Gebäude bei Vollauslastung unabhängig vom Berliner Netz zu versorgen. Ferner war es mit einer eigenen Polizeiwache einschließlich Arrestzellen ausgestattet, die aber nur bei Großveranstaltungen besetzt wurde. Beide Einrichtungen befinden sich im Untergeschoss des Parkhauses, das sich am Südeingang des Gebäudes anschließt und auf dessen Dach sich der begrünte Dachgarten befindet, der als Veranstaltungsfläche genutzt wurde.

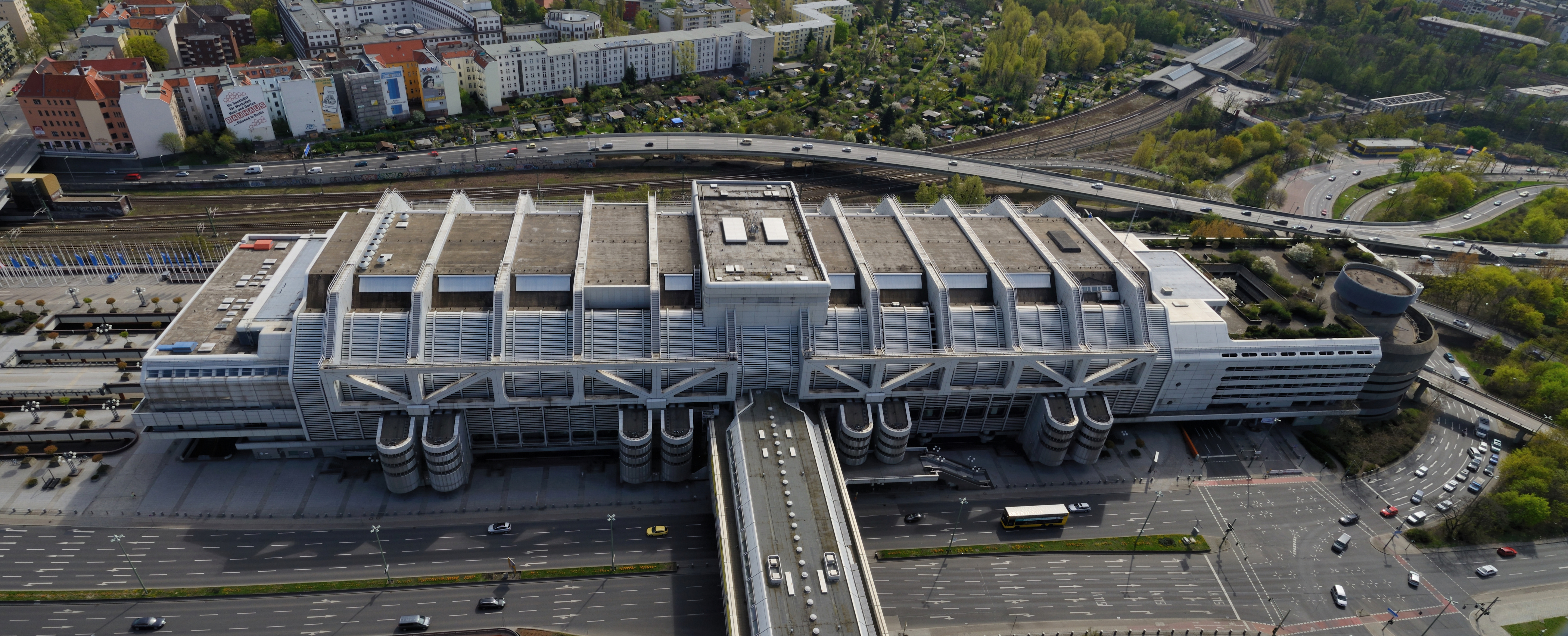
ICC-Luftbild von Westen
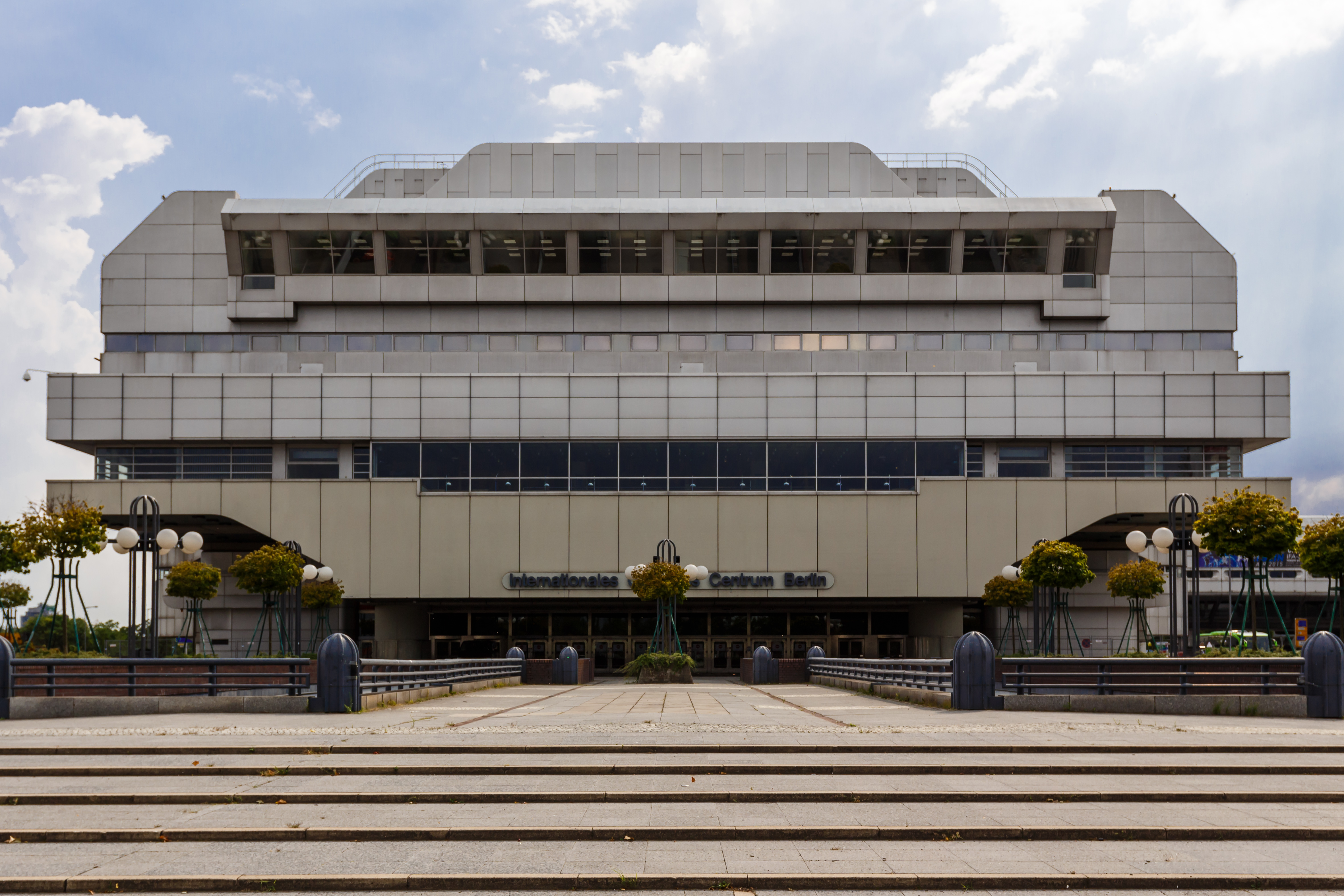
ICC-Haupteingang im Norden
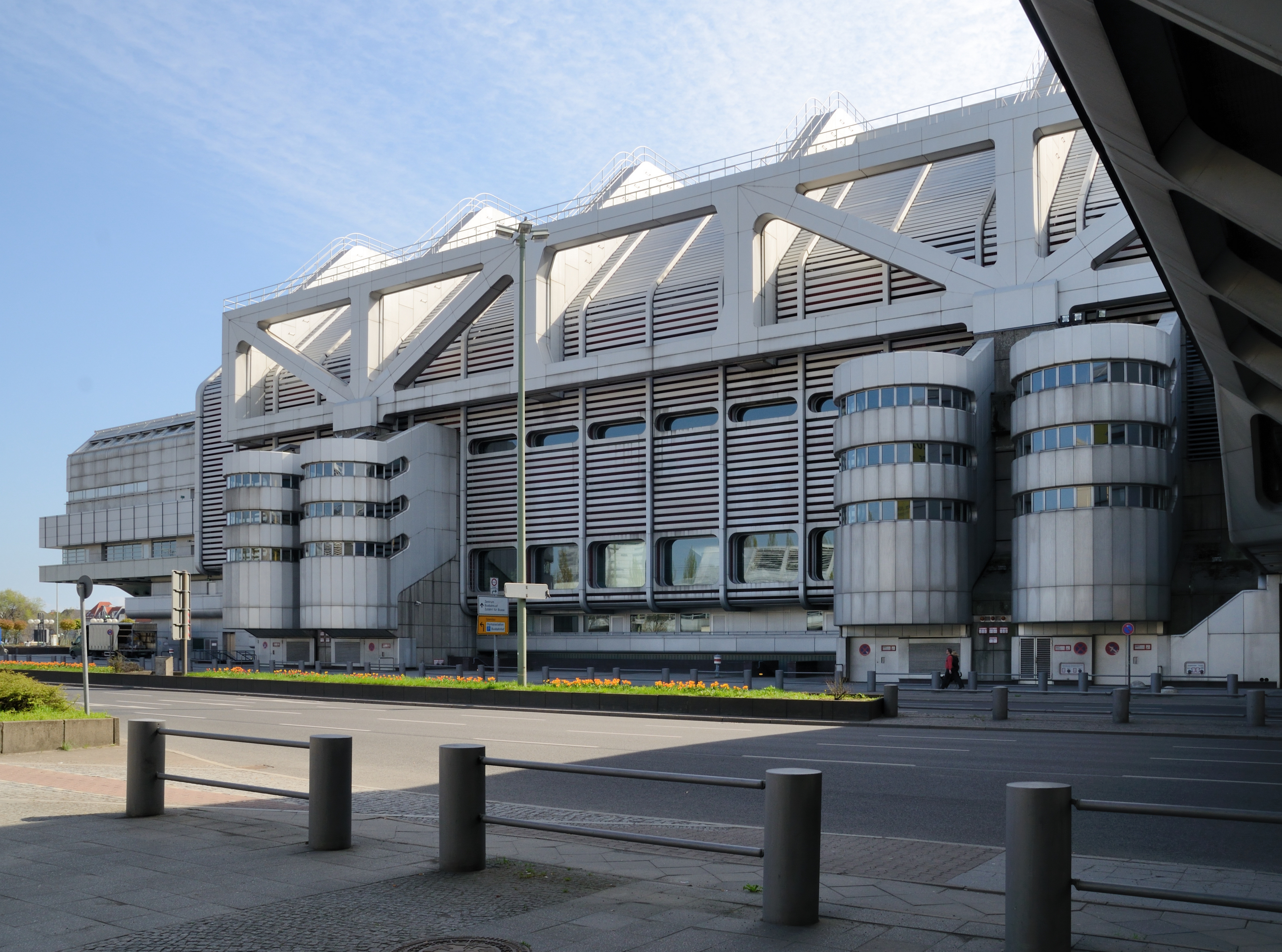
ICC mit Überführung im Westen
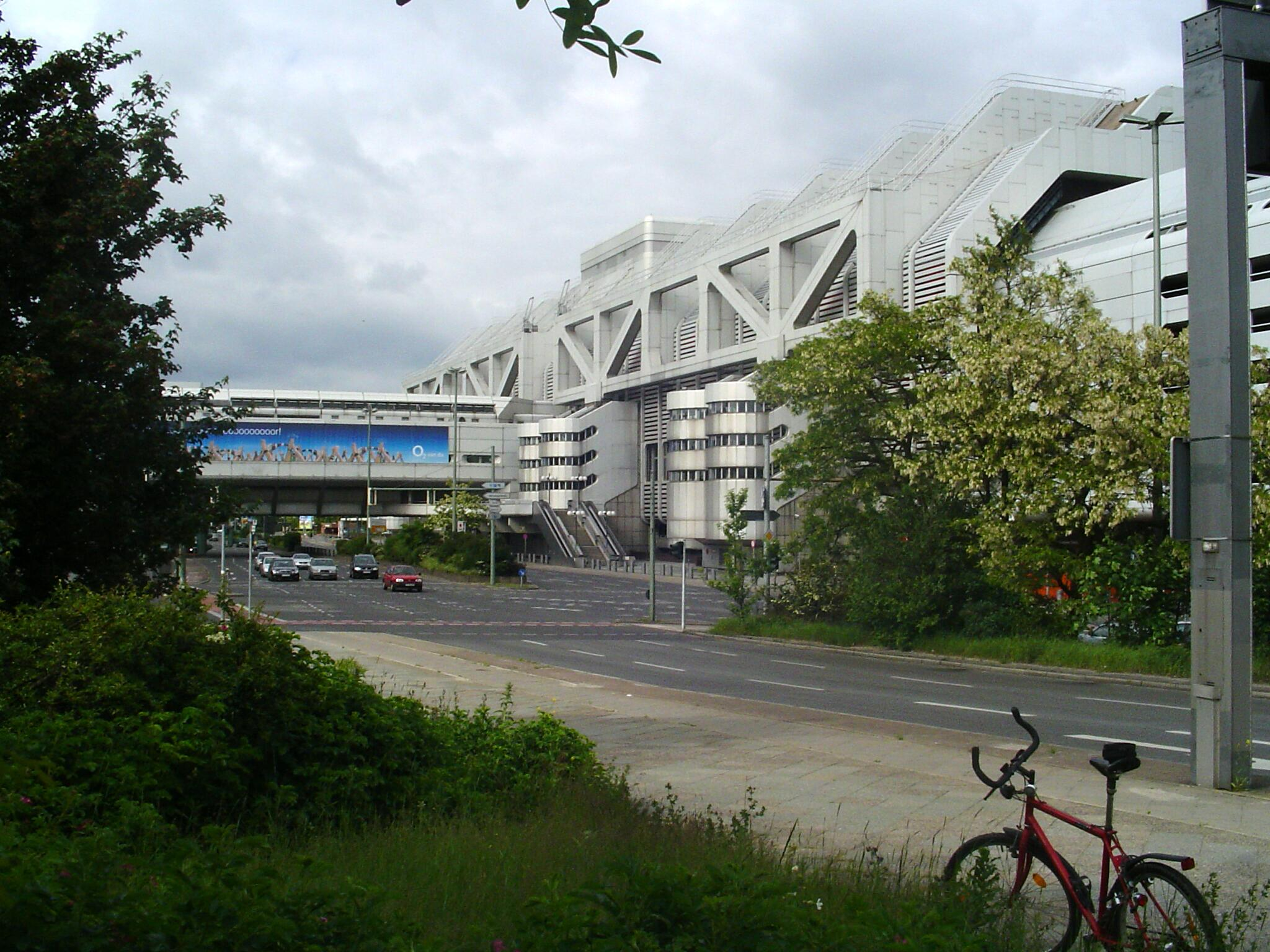
Das ICC von der AVUS-Zufahrt aus (westlich)
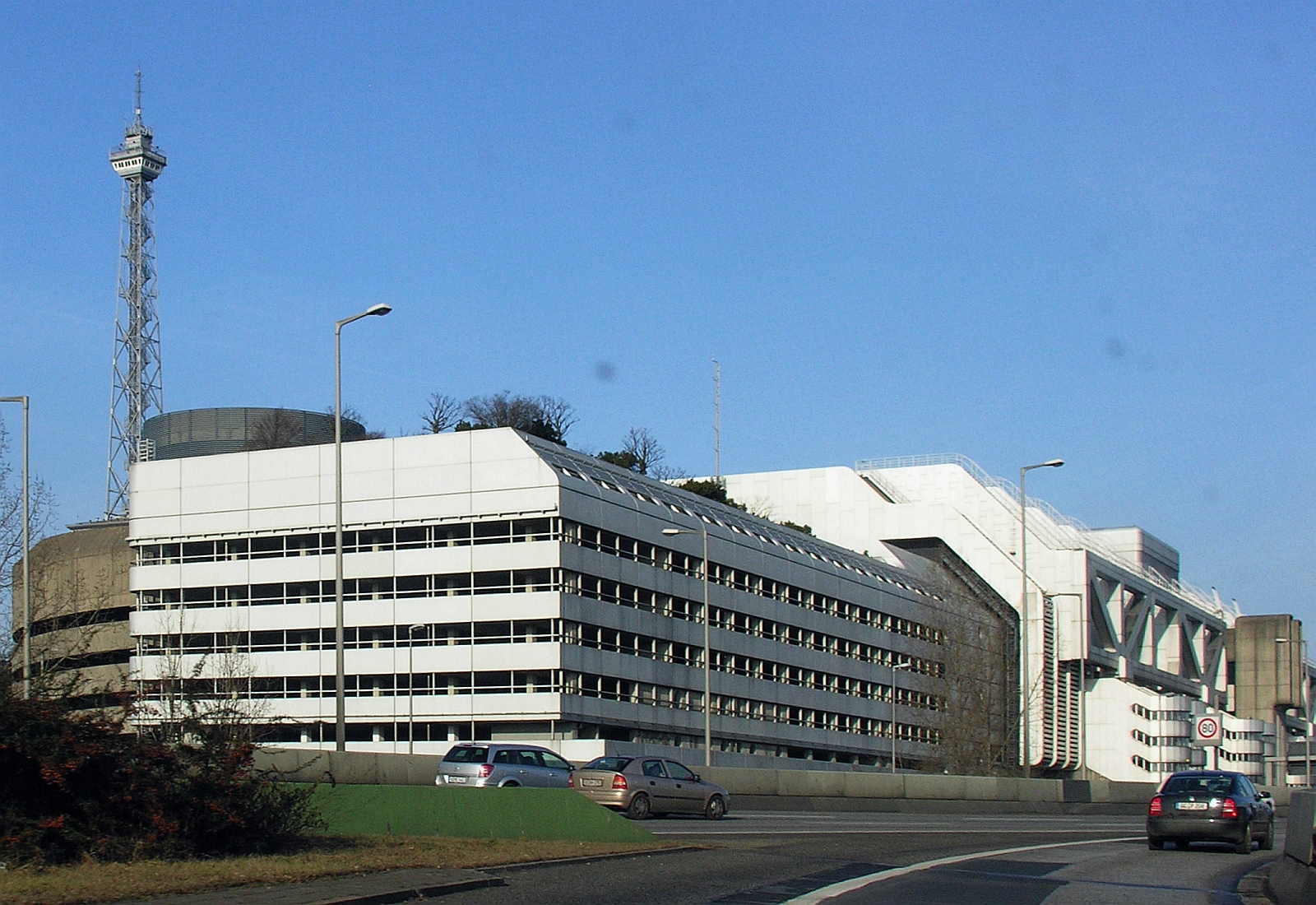
ICC-Parkhaus mit Dachgarten (von Südosten)
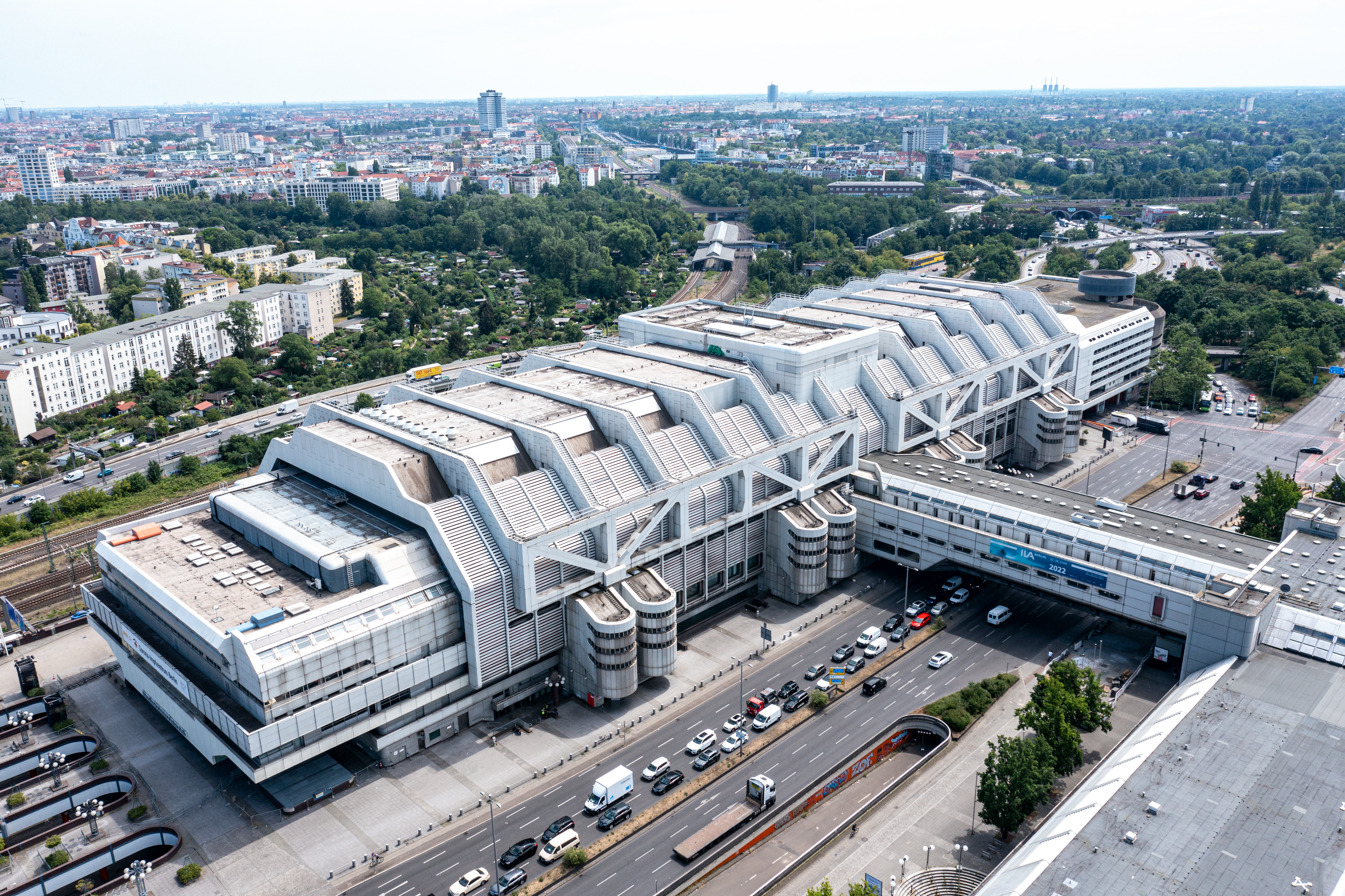
Das Gebäude aus der Luft gesehen, Juni 2022

## Auszeichnungen
- 1984–1986: Best Convention Centre of the Year von der Fachzeitschrift Conferences & Exhibitions International.[11]
- Von 2004 bis 2009[12] ist das ICC Berlin alljährlich mit dem World Travel Award in der Kategorie World’s / Europe’s Leading Conference & Convention Centre ausgezeichnet worden.[13] Weitere Nominierungen folgten bis zur vorläufigen Schließung 2014. Der Award gilt als „Oscar der Reiseindustrie“ und wird jedes Jahr von dem in London ansässigen Medienhaus World Travel Awards Ltd. verliehen. An der Abstimmung beteiligten sich jeweils rund 160.000 Fachleute der Tourismuswirtschaft aus allen Kontinenten, die in Agenturen, Hotels, bei Airlines, Tourismuszentralen und anderen touristischen Institutionen tätig sind. Die Begründung für die wiederholte Ehrung führt die besondere Architektur und räumliche Vielfalt des Hauses an.[11]
- 2011: Preis für hervorragenden Service bei großen Tagungsveranstaltungen – Internationale Vereinigung professioneller Kongress-Organisatoren (IAPCO).[14]

## Berliner Volksmund
Das ICC ist das Gebäude mit den wohl meisten Spitznamen im Berliner Volksmund. Das Spektrum reicht von „Raumschiff“, „Arche Noah“ über „Panzerkreuzer Charlottenburg“ bis zu „Alu-Monster“.

## Kunst vor dem Bau
Vor dem ICC an der Neuen Kantstraße stand die Monumentalskulptur Ecbatane – der Mensch baut seine Stadt (1980) des französischen Künstlers Jean Ipoustéguy. Die Skulptur ist der Umbau seiner 1979 aufgestellten Vorläuferskulptur Alexander der Große betritt die eroberte Stadt Ecbatane, die er vor Ort vergrößerte und an ihren Berliner Standort anpasste. Es handelt sich um eine typische Kunstförderung im Rahmen der „Kunst am Bau-Verordnung“. Da der Betonsockel brüchig geworden war, wurde die Skulptur im Sommer 2005 gesichert und in einer Halle des Messegeländes untergebracht.

## Veranstaltungen
Die Vielzahl der Veranstaltungen im ICC ist kaum zu rekonstruieren. Mehr als 120 Rock-Konzerte seit 1979 werden bei RockinBerlin  mit verlinkten Hintergrundinfos dargestellt.

## Sonstiges
Im Polit- und Banken-Krimi The International spielt eine Szene in der Haupthalle, was am markanten Teppichboden zu erkennen ist. Die tieferliegenden Zufahrten zum Parkhaus und den Taxi- und Bushaltestellen sowie die auffällig orangefarben gefliesten Personenunterführungen an der Kreuzung Messedamm/Masurenallee wurden bereits mehrfach als Drehorte für Filme und Videos verwendet. Gedreht wurden dort unter anderem Szenen der Spielfilme Didi – Der Doppelgänger, Das Bourne Ultimatum, Wer ist Hanna?, Die Tribute von Panem (Mockingjay Teil 2), The First Avenger (Civil War), Atomic Blonde und Gunpowder Milkshake, Teile der Musikvideos Crush (Paul van Dyk feat. Secon Sun), La Promesse (Kate Ryan), Around The World (ATC) und Nowhere to Hide (Leo Sagor & The FruitSenders), sowie der Spot Gib Müll eine Abfuhr! (McDonald’s Deutschland). Ein Plakat zur Berlinale 2017 zeigt einen Braunbären in der ICC-Unterführung. Der Film Der Himmel über Berlin zeigt in seiner Eröffnungssequenz ebenfalls prominent das ICC.
Im Zuge der Flüchtlingskrise wurde das ICC seit Dezember 2015 als Notunterkunft für anfänglich mehr als 500 Bewohner genutzt. Im Juni 2017 lebten dort noch etwa 260 Personen. Von Mai 2016 bis Juni 2017 wurde das Gebäude darüber hinaus als eine der Berliner Erstanlaufstellen für Flüchtlinge genutzt. Bis zu 1400 Asylbewerber täglich wurden hier abgefertigt.
Die Berliner Festspiele eröffneten am 7. Oktober 2021 im Gebäude ein zehntägiges Kunstprojekt unter dem Titel The Sun Machine Is Coming Down mit Performances, Artistik, Musik, Filmen und Installationen.
Zwischen Dezember 2021 und Juni 2022 wurde das ICC als zentrales Impfzentrum gegen das Corona-Virus genutzt.
Am 5. Februar 2025 kam es zu einem Brand im ICC. Dabei wurde eine Frauenleiche in einem der Fahrstühle entdeckt.

## Filme
- Ein UFO im Wartestand. Was wird aus dem ICC? Dokumentarfilm, Deutschland, 2016, 44 min, Buch und Regie: Thomas Balzer und Georg Berger, Produktion: rbb, Erstsendung: 24. Mai 2016 bei rbb, Inhaltsangabe auf den Seiten des rbb, Video auf dem Vimeo-Kanal des Autors Thomas Balzer.
- Krieg der Bauten. Wettkampf der Architekten im geteilten Berlin. Dokumentarfilm, Deutschland, 2014, 28:31 min, Buch und Regie: Andreas Sawall, Produktion: ZDF, Erstsendung: 2. November 2014 bei ZDF, Inhaltsangabe (Memento vom 12. August 2016 im Internet Archive) ZDF; u. a. mit Adrian von Buttlar.